# Mazurskie Lato Kabaretowe „Mulatka”
Mazurskie Lato Kabaretowe „Mulatka” – festiwal kabaretowy organizowany przez Ełckie Centrum Kultury, jeden z największych przeglądów kabaretowych w Polsce. Nazwa „Mulatka” stanowi skrót od MazUrskiego LATa KAbaretowego.
Mazurskie Lato Kabaretowe „Mulatka” składa się z przeglądu kabaretów, rywalizujących o Grand Prix (wręczane przez jury) i Nagrodę Publiczności oraz z występów gościnnych znanych polskich kabaretów.
Na przeglądzie kabaretów występowały m.in: Ani Mru-Mru, Czesuaf (laureat Grand Prix w 2006 roku), Kabaret Ciach, Kabaret Jurki, Kuzyni, Łowcy.B (laureat Grand Prix i Nagroda Publiczności w 2003 roku), Mumio, Noł Nejm, PUK, Widelec oraz Grzegorz Halama i Ireneusz Krosny. Jako goście występowali m.in. Elita, Hrabi, Koń Polski, Paranienormalni. W składzie jury zasiadali m.in. Małgorzata Czyżycka, Tadeusz Kwinta, Andrzej Poniedzielski.
Pierwsza edycja festiwalu odbyła się w dniach 1-6 sierpnia 1995 roku. W 2020 roku festiwal nie odbył się z powodu pandemii COVID-19. W 2024 roku odbyła się 29. edycja „Mulatki”.